# Aphidius glacialis
Aphidius glacialis är en stekelart som beskrevs av William Harris Ashmead 1902. Aphidius glacialis ingår i släktet Aphidius och familjen bracksteklar. Inga underarter finns listade i Catalogue of Life.